# Joely Collins
Pour les articles homonymes, voir Song (homonymie).
Joely Collins, née Joely Bertorelli, est une actrice canadienne née le 8 août 1972 à Vancouver, Colombie-Britannique, Canada.

## Biographie
Elle est la fille de Andrea Bertorelli et la fille adoptive de Phil Collins. Elle a trois demi-frères, le chanteur Simon Collins, Nicholas Collins et Matthew Collins, et une demi-sœur, Lily Collins, également actrice.
Elle est née à Vancouver et a suivi la plupart de ses études là-bas. Elle a été au Vancouver Youth Theater puis à la Royal Academy of Dramatic Art à Londres. Elle a joué dans les séries Madison et Cold Squad, brigade spéciale, puis elle est apparue dans le long métrage Final Cut.

## Vie privée
Le 23 août 2008, Joely a épousé son petit ami néerlandais Stefan Buitelaar. Le 26 octobre 2009, Joely a donné naissance à une fille, Zoé Amelie Buitelaar.

## Filmographie

### Cinéma
- 1995 : Souvenirs de l'au-delà (Hideaway) : Linda
- 1995 : Deadly Sins : Polly
- 1998 : Urban Safari : L'amie
- 2004 : Final Cut : Legz
- 2004 : A Clown's Gift (Court-métrage) : Julie
- 2004 : Ill Fated : Beth
- 2006 : Almost Heaven : Taya
- 2007 : Joannie Learns to Cook (Court-métrage) : Joannie
- 2009 : Kick Me Down : Peaches
- 2011 : What Could Have Been : Catherine
- 2012 : Becoming Redwood : Une assistante sociale
- 2020 : The Boy : La Malédiction de Brahms (Brahms: The Boy II) de William Brent Bell : Mary

### Télévision
- 1994 : Le ranch de l'espoir (série télévisée) : Barb
- 1994 : Moment of Truth: To Walk Again (Téléfilm) : Kelly
- 1995 : La Rivale (Téléfilm) : La petite amie de Cheryl
- 1995 : Action Man (série télévisée) : Natalie (Voix)
- 1996 : Annie O (Téléfilm) : Robin
- 1996 : Generation X (Téléfilm) : Jeannie
- 1996 : Une Erreur de jeunesse (Téléfilm) : Erin
- 1996 : Poltergeist : Les Aventuriers du surnaturel (Poltergeist: The Legacy) (série télévisée) : Emily
- 1998 : First Wave (série télévisée) : Anita
- 1998 : Un amour inattendu : Claire Barnard
- 1998-1999 et 2004 : Coroner Da Vinci (Da Vinci's Inquest) (série télévisée) : Sioux / Linda
- 1999 : Our Guys: Outrage at Glen Ridge (Téléfilm) : L'assistant de Laurino
- 2000 : The Dinosaur Hunter (Téléfilm) : Betty Jean
- 2000-2005 : Cold Squad, brigade spéciale (série télévisée) : Christine Wren
- 2001 : MythQuest (série télévisée) : Isis
- 2004 : The Love Crimes of Gillian Guess (Téléfilm) : Gillian Guess
- 2005 : Dead Zone (série télévisée) : Erica Carter
- 2006 : Le Messager des ténèbres (The Collector) (série télévisée) : Kandyse Crown
- 2006 : Northern Town (série télévisée) : Barbara
- 2006 : Femmes d'exception (Téléfilm) : Caryl